# Foire de Beaucaire

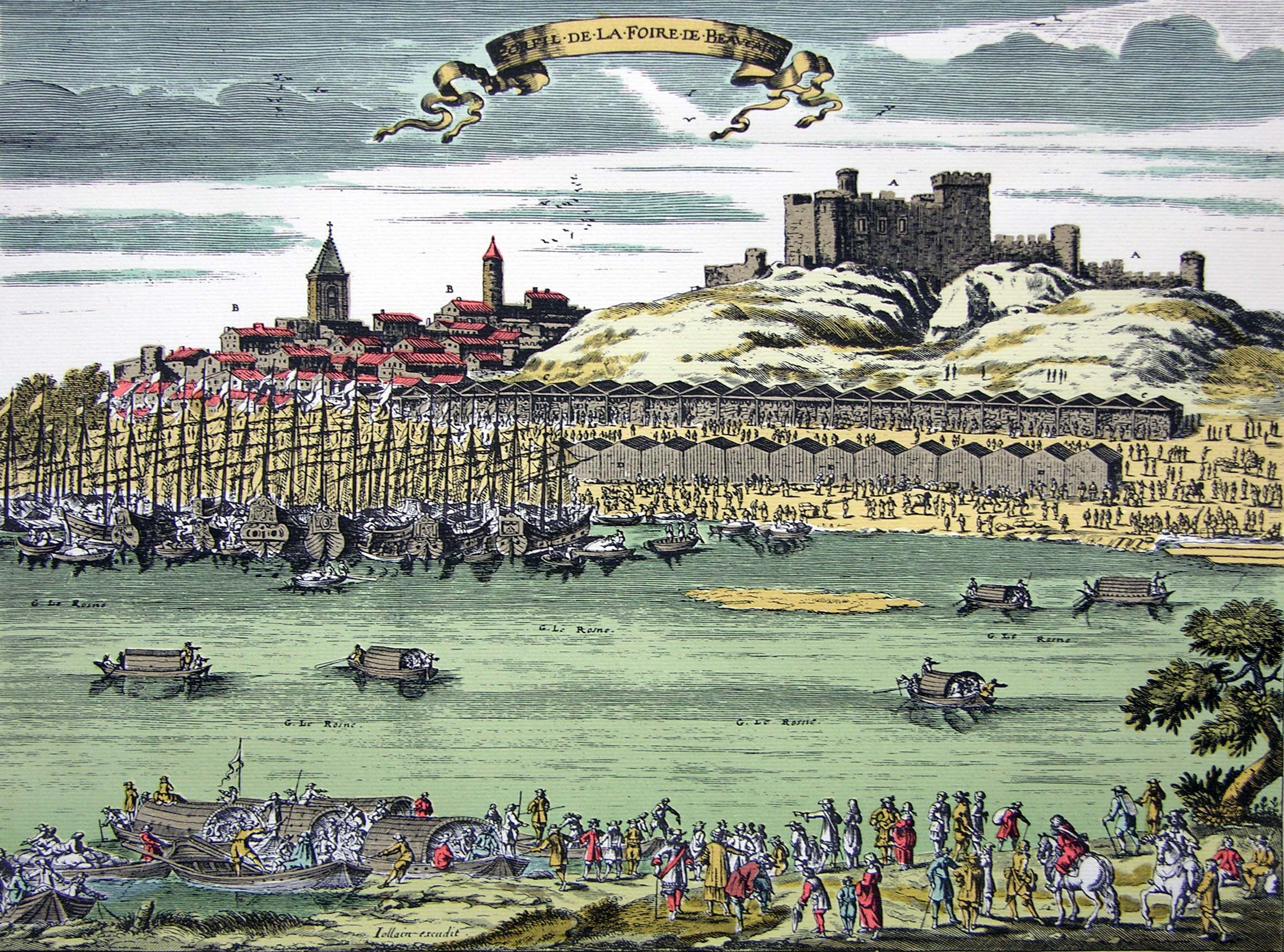
Foire de Beaucaire, gravure colorée du XVIIIe siècle

La foire de Beaucaire, aussi appelée Foire de la Madeleine, fondée en 1217, par Raymond VI de Toulouse donna à cette cité du Languedoc rhodanien le statut de « capitale française des marchandises ». Beaucaire tint ce rôle jusqu'à l'avènement du chemin de fer. 

## Importance européenne de la foire

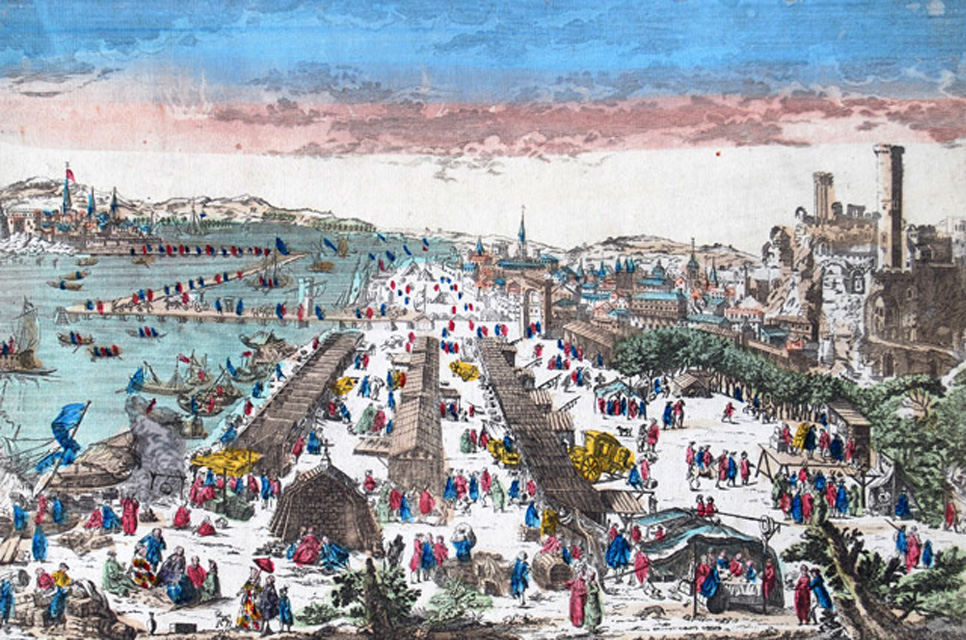
La foire de Beaucaire, par André Basset au XVIIIe siècle, Musée Auguste Jacquet de Beaucaire

Émile Levasseur, dans son Traité du Commerce en France avant 1789, explique : « Dans le Languedoc du XIIIe siècle, la foire de Beaucaire tenait la tête. Placée au débouché du Rhône, elle attirait les marchands orientaux de Tunis, d'Alexandrie, de Syrie et de Constantinople, les Grecs, les Italiens de Venise et de Gênes ; les Aragonais et les Catalans de Barcelone ; des Portugais, des Anglais, même les Allemands et les marchands de France, venus de tous les points du territoire ».
La foire occupait les allées qui s'étendaient le long des rives du Rhône, c'était le Pré de Beaucaire. Au XVIIIe siècle, les premières statistiques indiquent qu'il venait à la foire une moyenne de 100 000 vendeurs et acheteurs par an, en 1769 la fréquentation monta à 120 000 personnes, entre 1789  et 1793, en pleine Révolution, la moyenne ne faiblit pas et oscilla toujours à chaque foire aux alentours de 120 000 entrées. Dans cette période de transition entre l'Ancien Régime et la République, le chiffre des ventes annuelle se situa entre 40 et 46 millions de francs-or. En 1797, le montant des transactions effectuées atteignit le chiffre record de 50 millions de francs-or. 
Cette même année, le marquis de Sade, voulant renflouer ses finances, partit d'Apt, le 23 juillet pour installer à Beaucaire un stand de loterie. Ce fut un échec total puisqu'aucun billet de tombola ne fut vendu au cours de la foire.

## « La foire n'est pas encore sur le pont »

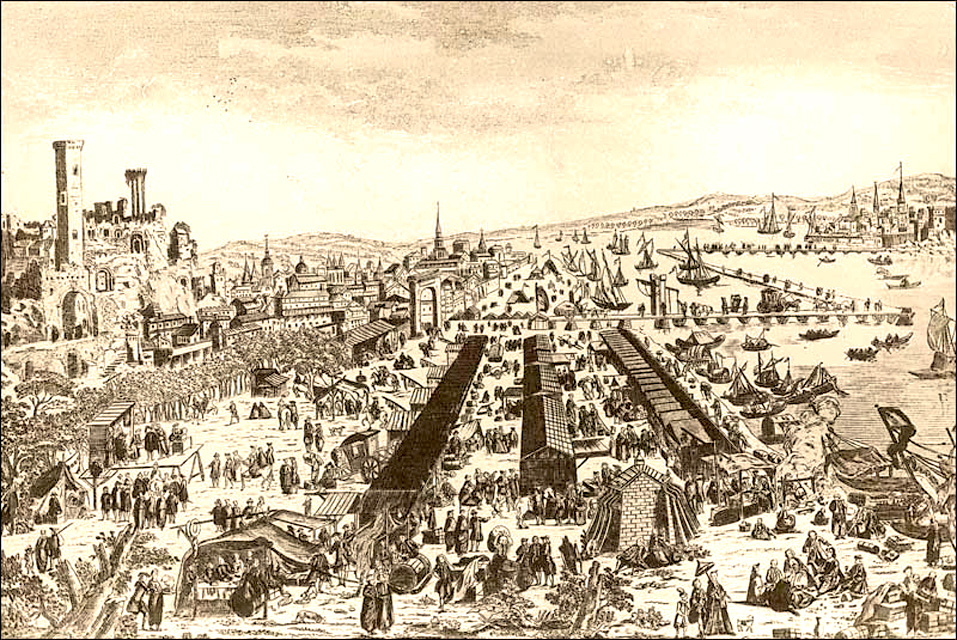
Le Pré de Beaucaire, Musée du vieux Nîmes

Beaucaire et Tarascon étaient reliés par un pont de bateaux sur le Rhône. Lors de la foire de la Madeleine, du 15 au 25 juillet, il était encombré et rendu d'accès difficile par les boutiques et échoppes qui s’y installaient  au fur et à mesure de l’arrivée des forains. La locution « La foire n'est pas encore sur le pont » fut popularisée par les riverains qui, traversant le fleuve au commencement de la foire, savaient que ce passage était encore accessible, et signifiait « Nous avons le temps, il est inutile de tant se presser ».

## La bague de Beaucaire
La grande spécialité de cette foire placée sous le patronage de sainte Madeleine était la bague « Aie », fragile anneau de pâte de verre filé vendu sur le Pré aux XVIIIe et XIXe siècles. Elle signait les amours éphémères le temps d'une foire et devait son nom au petit cri qu'elle arrachait à son porteur lorsqu'elle se brisait,.

## La peste de 1720
La foire de Beaucaire fut indirectement responsable de la peste de 1720 qui provoqua la mort d'une grande partie de la population dans le sud de la France[réf. souhaitée]. Le navire le Grand-Saint-Antoine, commandée par Jean-Baptiste Chataud, accosta à Marseille le 25 mai 1720. Ce bâtiment transportait des soieries destinées à la foire, par le premier échevin Jean-Baptiste Estelle. Ce dernier fit lever sa patente douteuse pour éviter la quarantaine et débarquer ses marchandises. Celles-ci, contaminées, répandirent la peste qui s'étendit rapidement à la Provence et au Languedoc,.

## Le trafic sur le Rhône

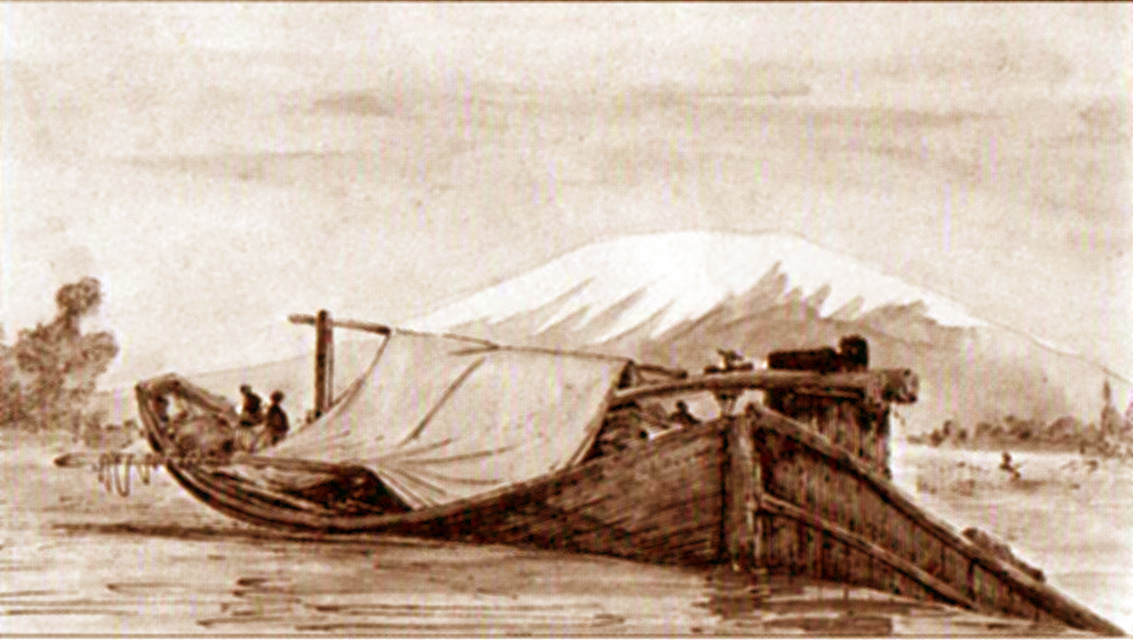
Carate, barque à fond plat du Rhône

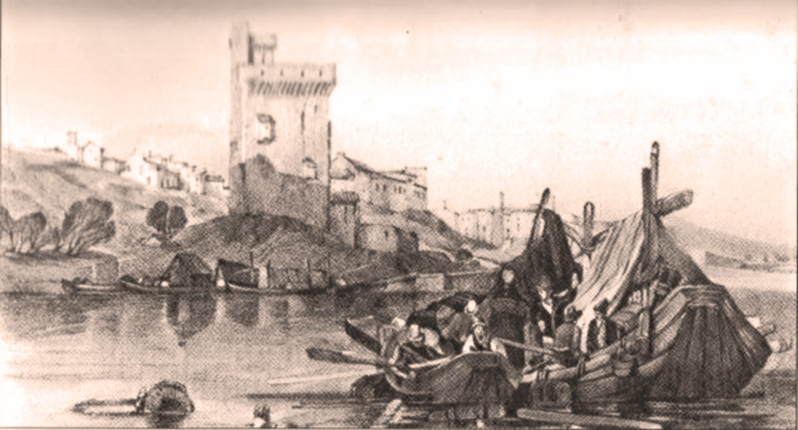
De Beaucaire à Lyon, via Avignon

Jusqu'au milieu du XIXe siècle, le trafic commercial se fit par les carates, spécialement adaptées au halage sur le Rhône, grâce à leur énorme gouvernail qui leur évitaient d'être plaquées sur les rives par le courant.
Ces bateaux à fond plat embarquaient leurs marchandises à la foire de Beaucaire et, tirés par un train de chevaux, remontaient le courant jusqu'à Lyon, un périple qui demandait un mois de halage.